# Drimiopsis davidsoniae
Drimiopsis davidsoniae är en sparrisväxtart som beskrevs av U.Müll.-doblies och D.Müll.-doblies. Drimiopsis davidsoniae ingår i släktet Drimiopsis och familjen sparrisväxter.
Artens utbredningsområde är Mpumalanga. Inga underarter finns listade i Catalogue of Life.